# Marburger Artikel
Die Marburger Artikel sind eine Zusammenstellung von Bekenntnisaussagen, die am Montag, den 4. Oktober 1529, auf dem Marburger Religionsgespräch entstand.

## Entstehung und Wirkung
Martin Luther, Ulrich Zwingli sowie weitere Reformatoren hatten sich auf Einladung von Landgraf Philipp von Hessen im Marburger Schloss getroffen, um ihre Differenzen im Verständnis des Abendmahls beizulegen. Der zentrale Streitpunkt war die Lehre von der Realpräsenz Christi in den Mahlgaben Brot und Wein beim Abendmahl. In dem Gespräch, das am 2. und 3. Oktober geführt wurde, kam es jedoch zu keinem Konsens.
Landgraf Philipp, der gern einen Erfolg des Gesprächs erreichen wollte, regte darauf an, in einem kurzen Text die Punkte festzuhalten, über die Einigkeit bestünde. Darauf formulierte Luther auf Grundlage der Schwabacher Artikel fünfzehn Artikel, von denen vierzehn die Gemeinsamkeiten der lutherischen und zwinglianischen Lehre formulieren. Der Aufbau folgt zum Teil dem Apostolischen Glaubensbekenntnis. Im fünfzehnten Artikel kommt der Dissens in der Frage des Abendmahlsverständnis zum Ausdruck; jedoch weitgehend ohne Bezug auf das zuvor an zwei Tagen geführte Gespräch. Nach Einarbeitung weniger Änderungen wurden die Artikel von allen anwesenden Theologen unterzeichnet.
Da beide Seiten bald nach der Abreise unterschiedliche Interpretationen des Textes vornahmen, erreichte er keine offizielle Geltung und erzielte auch nicht die von Landgraf Philipp erhoffte Wirkung als Grundlage eines politischen Bündnisses. Die neuere Forschung bewertet sie aber als „Zeugnis der historischen Einheit der frühen Reformation“.

## Inhalt
1. Artikel: Einheit Gottes, Trinität, Übereinstimmung mit dem Bekenntnis von Nicäa
2. Artikel: Christologie, Inkarnation des Sohnes, Jungfrauengeburt
3. Artikel: Passion, Tod, Auferstehung, Himmelfahrt
4. Artikel: Erbsünde
5. Artikel: Erlösung durch Christus
6. Artikel: Glaube ist Geschenk Gottes ohne Werke
7. Artikel: Glaube ist Grund der Rechtfertigung
8. Artikel: Wort Gottes weckt den Glauben durch den Heiligen Geist
9. Artikel: Taufe als Zeichen der Wiedergeburt
10. Artikel: Heiligung durch gute Werke
11. Artikel: Nutzen der Beichte
12. Artikel: Anerkennung der weltlichen Obrigkeit
13. Artikel: Beibehaltung der kirchlichen Tradition, sofern sie nicht im Widerspruch zum Wort Gottes steht, zur „Schonung der Schwachen“
14. Artikel: Kindertaufe
15. Artikel: Abendmahl unter beiderlei Gestalt, Notwendigkeit der Teilnahme am Altarsakrament für Christen. Uneinigkeit in der Frage der Realpräsenz: „Und wiewohl aber wir uns, ob der wahre Leib und das wahre Blut Christi leiblich in Brot und Wein sei, diesmal nicht verglichen haben, so soll doch ein Teil gegen den anderen christliche Liebe, sofern jedes Gewissen immer das leiden kann, erzeigen, und beide Teile Gott den Allmächtigen fleissig bitten, daß er uns durch seinen Geist den rechten Gebrauch bestätigen wolle.“